# Wautoma
La ville de Wautoma est le siège du comté de Waushara dans le Wisconsin aux États-Unis.